# Potamiá (Thasos)
Potamiá, en grec moderne : Ποταμιά, est un village sur l'île de Thasos, en Macédoine-Orientale-et-Thrace, Grèce.
Selon le recensement de 2011, la population du village compte 1 383 habitants.